# گئورگی آرئشیان
گئورگی آرئشیان (ارمنی: Գրիգոր Արեշյան؛ انگلیسی: Gregory Areshian؛ زادهٔ ۱۳ مهٔ ۱۹۴۹ - درگذشته ۲ اوت ۲۰۲۰) باستان‌شناس و تاریخ‌نگار اهل ارمنستان-ایالات متحده که دانشگاه آمریکایی ارمنستان که استاد دانشگاه آمریکایی ارمنستان بود. وی رئیس تیم بین‌المللی باستان‌شناسان بود که به سرپرستی بوریس گاسپاریان، کفش ۵۵۰۰ ساله و قدیمی‌ترین کارخانه شراب‌سازی در آرنی را کشف نمودند.
گئورگی آرئشیان در ۱۴ دانشگاه و کالج ایالات متحده آمریکا از جمله دانشگاه کالیفرنیا، لس آنجلس، دانشگاه کالیفرنیا، ارواین، دانشگاه شیکاگو، en:University of Wisconsin–Platteville و کالج آمهرست تدریس نمود. وی بیش از ۱۵۰ اثر علمی تألیف نموده است که به ۵ پنج زبان در ۱۲ کشور به چاپ رسیده است.

## زندگی‌نامه
در ۱۳ مهٔ ۱۹۴۹ در ایروان به دنیا آمد. از دانشگاه دولتی ایروان و دانشگاه دولتی سن پترزبورگ فارغ‌التحصیل شد.

## نگارخانه

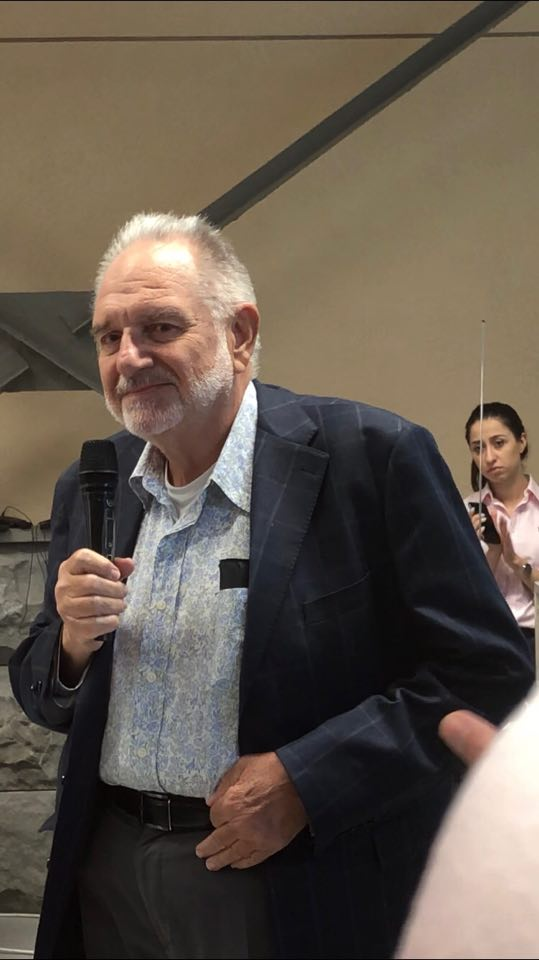
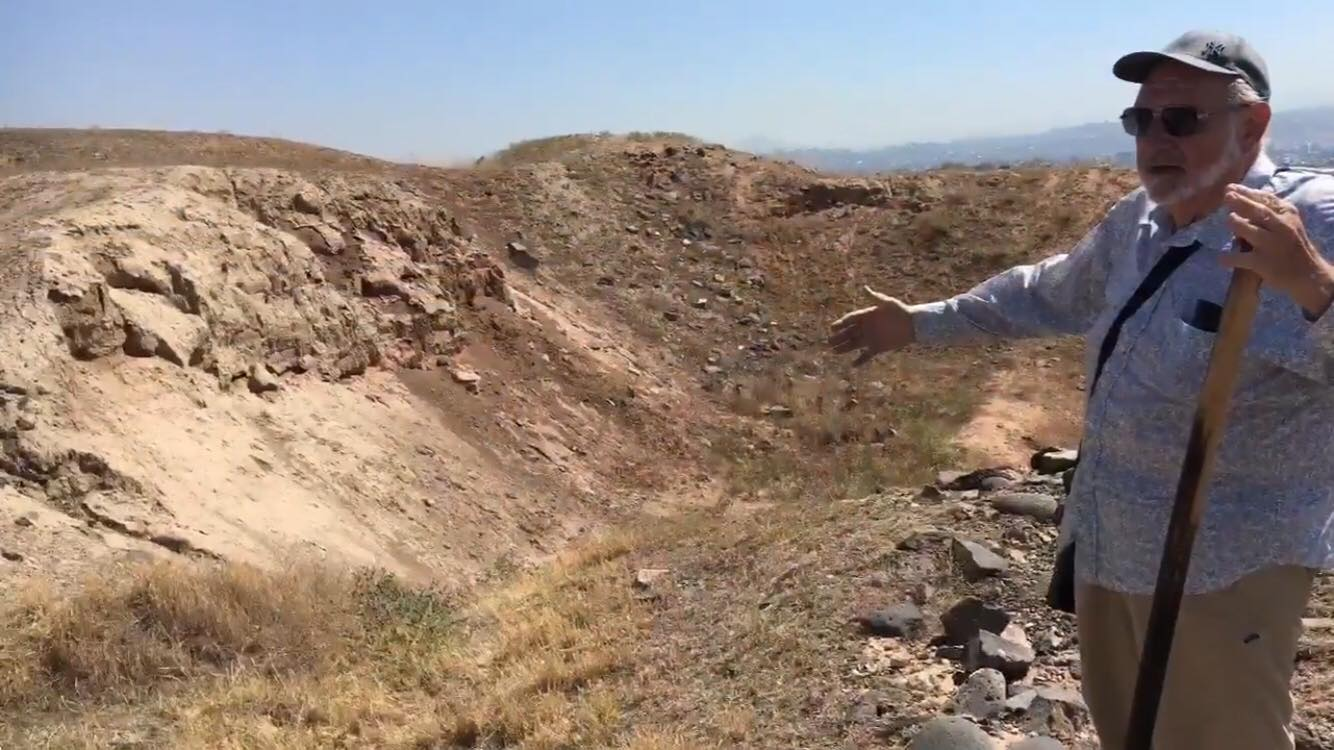